# أبو البنات (سباعية)
أبو البنات سباعية تلفزيونية سورية، تأليف هاني السعدي، وإخراج نذير عواد إنتاج عام 1995.

## قصة العمل
عجاج لديه من زوجته لطفية 6 بنات ويتمنى الولد ليحمل اسمه من بعده، ليقترح عليه صديقه إبراهيم أن يتزوج امرأة أخرى لتنجب له الولد، وبعد زواجه من هالة في الوقت ذاته، يحدث أن تحمل وكذلك تحمل لطفية في الوقت ذاته، لتنجب لطفية توأم أولاد، وهالة تنجب ابنة، وتتصاعد الأحداث

## ابطال العمل
- أسعد فضة
- وفاء موصللي
- صباح بركات
- عصام عبه جي
- هاني السعدي

### بالاشتراك مع
- سامية الجزائري
- هالة شوكت